# Antifascismo

Emblema del Movimiento Antifascista, muchas veces usado en Alemania, debido a que es ilegal mostrar una esvástica.

El antifascismo es la oposición y resistencia a ideologías, organizaciones, gobiernos y personas de carácter totalitario, autoritario y antidemocrático, que se asocien con el fascismo en cualquiera de sus vertientes: nazismo, franquismo o fascismo propiamente dicho.
Se asocia históricamente a la resistencia política a los países o estados con gobiernos fascistas o nazis, aunque también se autodenominan «antifascistas» a ciertos grupos europeos y estadounidenses que desde la década de 1970 se han enfrentado, mediante la propaganda o la movilización en la calle, a los partidos y bandas de extrema derecha.

Dibujo antifascista.

En el ámbito de los activistas políticos, el antifascismo ha servido en determinados momentos históricos de lugar de encuentro y colaboración entre organizaciones de izquierda, marxistas-leninistas, el movimiento obrero, anarquistas, y militantes de partidos liberales, democráticos y de centroderecha. Lo que unió a estos grupos fue su oposición al ejercicio de autoritarismo o represión del gobierno o formas de discriminación como la homofobia, el sexismo, el racismo y supresión de libertades.

## Historia
En Italia, la OVRA, la organización para la vigilancia y la represión del antifascismo, fundada en 1927, era la policía secreta del Reino de Italia.
Uno de los movimientos antifascistas más importantes se produjo durante 1936-1939 en la guerra civil española cuando personas de decenas de nacionalidades lucharon en las Brigadas Internacionales, creadas bajo órdenes de la Internacional Comunista, contra la facción del ejército español que se había sublevado bajo el liderazgo de Franco contra la Segunda República del Frente Popular.

Tras la victoria del franquismo en España se produjo un movimiento de resistencia antifascista denominado maquis.

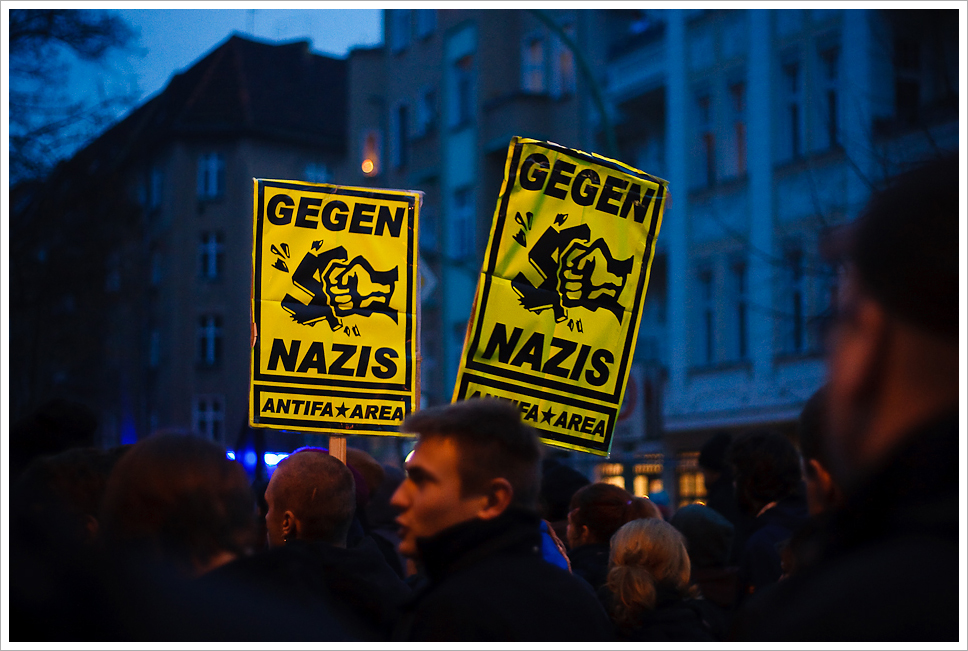
Manifestación contra del neonazismo en Berlín.

Durante la Segunda Guerra Mundial muchos de los grandes movimientos de resistencia ante la ocupación nazi eran de carácter antifascista. Muchos de los que fueron capturados por los nazis fueron encerrados y asesinados en campos de concentración como Buchenwald o Dachau.
Durante la Guerra Fría, las autoridades de la República Democrática Alemana (socialista) llamaron al Muro de Berlín la «Muralla Antifascista» (del alemán: Antifaschistischer Schutzwall).
En Europa, también se han declarado como antifascistas muchos de los grupos terroristas como ETA, Resistência Galega, EGPGC, Terra Lliure o los GRAPO en España, los alemanes de la Fracción del Ejército Rojo o las Brigadas Rojas italianas.[cita requerida]

## Acción Antifascista oAntifa
Grupos de extrema izquierda en ocasiones se han organizado con el nombre de Acción Antifascista o Antifa. La primera organización con este nombre fue un grupo dentro de la organización paramilitar Frente Rojo de Combate —a su vez brazo armado del Partido Comunista de Alemania— que estuvo activo entre 1923 y 1933.
En la década de 1980 en la República Federal Alemana surgió un movimiento político extraparlamentario y de combate callejero contra lo que su discurso político determine como «fascismo», con el mismo nombre e insignias del antiguo grupo paramilitar de los años 20. Desde entonces una red de grupos laxamente vinculados ha adoptado el mismo nombre,  insignias y tácticas en Europa Central, Escandinavia y Estados Unidos.